# تاكيشي ميازاوا
تاكيشي ميازاوا هو فنان قصص مصورة كندي، ولد في 19 أبريل 1978.